# Xã Bird, Quận Jackson, Arkansas
Xã Bird (tiếng Anh: Bird Township) là một xã thuộc quận Jackson, tiểu bang Arkansas, Hoa Kỳ. Năm 2010, dân số của xã này là 2.102 người.